# Marie-Amélie Picard
Marie-Amélie Picard est ingénieur de recherche, sociologue et écrivain spécialisée dans le domaine du bien-être et de l'alimentation.